# 2000.
2000. je prvo desetletje v 21. stoletju med letoma 2000 in 2009.